# Ptiliogonàtids
Els ptilogonàtids (Ptilogonatidae) o ptiliogonàtids (Ptiliogonatidae) són una família de l'ordre dels passeriformes que només conté tres gèneres amb quatre espècies. Antigament, van ser agrupades amb Hypocolius ampelinus, en la família dels bombicíl·lids (Bombycillidae), i així apareix a la classificació de Sibley-Monroe.
Habiten principalment en Amèrica Central, des de Panamà fins a Mèxic, amb una espècie, Phainopepla nitens, que s'estén cap al nord, fins al sud-oest dels EUA. Majoritàriament són sedentaris, però Phainopepla és migrador a la part nord de la seva distribució.
Estan relacionats amb els Bombicíl·lids, i com ells tenen un plomatge suau i sedós, generalment gris o groc pàl·lid. Totes les espècies, excepte Phainoptila melanoxantha, tenen petites crestes. Fan 18-25 cm de llargària. Totes les espècies d'aquesta família presenten dimorfisme sexual tant en el color del seu plomatge, com en la cua, més curta en les femelles. Els joves d'ambdós sexes tenen un color semblant al de les femelles adultes.
Mengen fruites i insectes.
Viuen en diversos tipus de medi boscós (en el cas de Phainopepla nitens, en semideserts amb arbres). Fan els nius als arbres.

## Llista de gèneres i espècies
Segons la classificació del Congrés Ornitològic Internacional (versió 2.4, 2010) aquesta família conté tres gèneres amb quatre espècies:
- Gènere Phainoptila, amb una espècie: sedoset groc-i-negre (Phainoptila melanoxantha).
- Gènere Phainopepla, amb una espècie: sedoset negre (Phainopepla nitens)
- Gènere Ptiliogonys, amb dues espècies.